# Mozambique op de Olympische Zomerspelen 2008
Mozambique nam deel aan de Olympische Zomerspelen 2008 in Peking, China.
Mozambique debuteerde op de Zomerspelen in 1980 en deed in 2008 voor de achtste keer mee. Mozambique won op eerdere Zomerspelen twee medailles. De beide medailles werden in 1996 (brons) en 2000 (goud) door Maria Mutola in de atletiek op de 800 meter gewonnen.

## Deelnemers en resultaten
De deelnemer bij het judo nam deel op uitnodiging van de Olympische tripartitecommissie.

### Atletiek
| Olympiër     | Discipline      | Resultaat | Prestatie                                                                      |
| ------------ | --------------- | --------- | ------------------------------------------------------------------------------ |
| Kurt Couto   | 400m horden (m) | DNS       | niet gestart                                                                   |
|              |                 |           |                                                                                |
| Maria Mutola | 800m (v)        | 5e        | serie 4: 1ste in 1.58,91 halve finale 1: 2de in 1.58,61 finale: 5de in 1.57,68 |

### Judo
| Olympiër      | Discipline | Resultaat | Prestatie                                           |
| ------------- | ---------- | --------- | --------------------------------------------------- |
| Edson Medeira | -66kg (m)  | 21e       | 1ste ronde: vrij 2de ronde: V van NED Elmont: ippon |

### Zwemmen
| Olympiër     | Discipline         | Resultaat | Prestatie                  |
| ------------ | ------------------ | --------- | -------------------------- |
| Chakyl Camal | 50m vrije slag (m) | 65e       | serie 6: 6de in 24,93 (NR) |
|              |                    |           |                            |
| Ximene Gomes | 50m vrije slag (v) | 58e       | serie 4: 1ste in 28,15     |

Afghanistan · Albanië · Algerije · Amerikaanse Maagdeneilanden · Amerikaans-Samoa · Andorra · Angola · Antigua en Barbuda · Argentinië · Armenië · Aruba · Australië · Azerbeidzjan · Bahama's · Bahrein · Bangladesh · Barbados · België · Belize · Benin · Bermuda · Bhutan · Bolivia · Bosnië en Herzegovina · Botswana · Brazilië · Britse Maagdeneilanden · Bulgarije · Burkina Faso · Burundi · Cambodja · Canada · Centraal-Afrikaanse Republiek · Chili · China · Chinees Taipei · Colombia · Comoren · Congo-Brazzaville · Congo-Kinshasa · Cookeilanden · Costa Rica · Cuba · Cyprus · Denemarken · Djibouti · Dominica · Dominicaanse Republiek · Duitsland · Ecuador · Egypte · El Salvador · Equatoriaal-Guinea · Eritrea · Estland · Ethiopië · Fiji · Filipijnen · Finland · Frankrijk · Gabon · Gambia · Georgië · Ghana · Grenada · Griekenland · Groot-Brittannië · Guam · Guatemala · Guinee · Guinee‑Bissau · Guyana · Haïti · Honduras · Hongarije · Hongkong · Ierland · IJsland · India · Indonesië · Irak · Iran · Israël · Italië · Ivoorkust · Jamaica · Japan · Jemen · Jordanië · Kaaimaneilanden · Kaapverdië · Kameroen · Kazachstan · Kenia · Kirgizië · Kiribati · Koeweit · Kroatië · Laos · Lesotho · Letland · Libanon · Liberia · Libië · Liechtenstein · Litouwen · Luxemburg · Macedonië · Madagaskar · Malawi · Malediven · Maleisië · Mali · Malta · Marshalleilanden · Marokko · Mauritanië · Mauritius · Mexico · Micronesië · Moldavië · Monaco · Mongolië · Montenegro · Mozambique · Myanmar · Namibië · Nauru · Nederland · Nederlandse Antillen · Nepal · Nicaragua · Nieuw-Zeeland · Niger · Nigeria · Noord-Korea · Noorwegen · Oeganda · Oekraïne · Oezbekistan · Oman · Oostenrijk · Oost‑Timor · Pakistan · Palau · Palestina · Panama · Papoea-Nieuw-Guinea · Paraguay · Peru · Polen · Portugal · Puerto Rico · Qatar · Roemenië · Rusland · Rwanda · Saint Kitts en Nevis · Saint Lucia · Saint Vincent en Grenadines · Salomonseilanden · Samoa · San Marino · Sao Tomé en Principe · Saoedi-Arabië · Senegal · Servië · Seychellen · Sierra Leone · Singapore · Slovenië · Slowakije · Soedan · Somalië · Spanje · Sri Lanka · Suriname · Swaziland · Syrië · Tadzjikistan · Tanzania · Thailand · Togo · Tonga · Trinidad en Tobago · Tsjaad · Tsjechië · Tunesië · Turkije · Turkmenistan · Tuvalu · Uruguay · Vanuatu · Venezuela · Verenigde Arabische Emiraten · Verenigde Staten · Vietnam · Wit-Rusland · Zambia · Zimbabwe · Zuid-Afrika · Zuid-Korea · Zweden · Zwitserland
Uitgesloten van deelname: Brunei